# La genesi di Shannara
La genesi di Shannara è una trilogia fantasy scritta da Terry Brooks e composta dai romanzi I figli di Armageddon (2006),  Gli elfi di Cintra (2007) e L'esercito dei Demoni (2008).

## Ambientazione
Le vicende narrate nella trilogia sono ambientate nel 2100, circa 80 anni dopo quelle descritte ne Il fuoco degli angeli. La lotta fra Verbo & Vuoto ha visto prevalere quest'ultimo, e la terra è ormai ridotta in condizioni apocalittiche: le stagioni sono scomparse e sono state sostituite da un'eterna estate, le precipitazioni si sono drasticamente ridotte e fiumi e mari sono irrimediabilmente inquinati da veleni derivati dalle guerre combattute negli ultimi giorni della civiltà come la conosciamo. I deserti vengono interrotti solo dalle rovine delle città, ormai trasformate in fortezze dove si nascondono gli ultimi esseri umani per difendersi dalle armate di demoni ed ex-uomini che hanno devastato l'intero pianeta.
L'utilizzo di armi chimiche e nucleari durante le Grandi Guerre che hanno sconvolto il pianeta ha portato alla nascita di nuove forme di vita, mutazioni genetiche di esseri umani che vivono ai margini della società come i "Rana" e i "Lucertola", o insetti e altri animali trasformati in feroci predatori.

## Personaggi principali

### Logan Tom
A otto anni, dopo la morte dei suoi genitori a seguito di un attacco dei demoni guidato dal "Vecchio" è entrato in una squadra di ribelli guidata da Michael Poole, il quale è diventato per lui come un padre. Dopo la morte di Michael durante un assalto ad un campo di schiavitù (ucciso proprio da Logan stesso in quanto aveva perso la testa dopo aver visto gli esperimenti che i Demoni conducevano sui bambini), la Signora gli è apparsa in sogno rendendolo un Cavaliere del Verbo. Ha dedicato la sua vita a cacciare i demoni e a liberare gli umani rinchiusi nei campi di lavoro. Il suo incarico è quello di trovare il Variante, convincerlo a partire e proteggerlo durante il suo viaggio per salvare la razza umana dalla distruzione.

### Falco
È il capo di un gruppo di ragazzi di strada che si fanno chiamare gli "Spettri". Non ricorda quasi nulla delle proprie origini, ma custodisce una visione riguardo al futuro dell'umanità. Falco è un ragazzo di circa 18 anni. Egli ha fondato gli Spettri e ne è il capo. Questo perché ha la visione. In sogno gli è apparso un luogo dove dovrà andare assieme alla sua famiglia e ad altri umani per far rivivere la razza umana.
Il suo nome è Falco perché ha una vista molto acuta, nonostante tutti i veleni con cui è stato a contatto. Prima di diventare uno Spettro viveva nelle coste dell'Oregon, assieme ai genitori, dei quali però non ha che un vago ricordo. Allora si poteva ancora nuotare nel mare, senza rischiare la morte per epidemie e veleni.
Grazie a Logan Tom, capirà di essere il Variante, un essere magico figlio di Nest Freemark (vedi saga dello stesso autore incentrata sui cavalieri del verbo e sulla lotta tra Verbo & Vuoto).
La visione e la magia che costituiscono parte integrante del suo essere lo portano ad essere il catalizzatore delle attenzioni di Cavalieri e Demoni; il suo destino portare quel che resta dell'umanità verso un nuovo mondo

### Angela Perez
Cavaliere del verbo, rimasta orfana giovanissima, viene allevata da un avventuriero di nome Johnny. Dopo la sua morte ha dedicato la sua vita a proteggere gli abitanti delle fortezze e ad aiutarli a fuggire dagli attacchi dei demoni. Abbandona questo compito quando viene incaricata dalla signora del fiume di andare alla ricerca degli elfi per avvisarli dell'imminente armageddon e fare in modo che l'antica razza possa salvarsi.

### Findo Gask
È un Demone, il più vecchio e potente della sua razza. Ha dedicato gran parte della sua esistenza impegnato nella ricerca del Variante, la creatura magica che può rivelarsi la più grande minaccia per i Demoni. È anche presente nel ciclo del "Verbo & Vuoto" 
Findo Gask è il Demone che ha guidato l'assalto alla fortezza dove Logan Tom viveva quando era bambino, per questo il Cavaliere aveva ricevuto dalla Signora la promessa di riuscire a trovarlo e ucciderlo, dopo che il suo compito fosse stato portato a termine. Il Demone muore al termine della battaglia tra ex uomini e i sopravvissuti presente ne "L'esercito dei Demoni", per mano di Logan che, aiutato dalle Pietre utilizzate da Simralin, uccide il Demone con la sua magia.

## Collegamenti con la saga di Shannara
L'origine del mondo delle Quattro terre è un tema dominante; infatti ci sono numerosi collegamenti con gli altri libri della saga, come ad esempio il millepiedi gigante presente ne La Spada di Shannara, e si spiega l'origine di alcuni celebri artefatti magici come il Loden o Le pietre magiche degli Elfi.